# Ахтанізовська
Ахтанізовська — станиця в Росії, у Темрюцькому районі Краснодарського краю. Центр Ахтанізовського сільського поселення. Мовою кубанських козаків, нащадків запорожців, назва станиці вимовляється як Охтанизівська.
Розташована на Таманському півострові, на західному березі прісного Ахтанізовського лиману, за 20 км на захід від Темрюка.
Виноградники, молочне тваринництво.
Станицю засновано у 1794 переселеними на Кубань Запорізькими козаками. Входила в Темрюцький відділ Кубанської області. За  переписом  1897  року  населення  станиці  складало  2,4 тис. чол.,  серед  них  частка  українців  складала  89 %,  росіян - 9,3 %. За  переписом  1926  року  в  станиці  налічувалось  4526  мешканців,  середних  українців  було  4324  (95,54 %),  інших - 202  (4,46 %).
До складу Ахтанізовского сільського поселення, крім станиці Ахтанізовської, входять також селища:
- За Родіну
- Пересип

## Відомі уродженці
- Батурин Григорій Миколайович (1880–1925) — радянський військовий діяч, активний учасник Громадянської війни, начальник штабу 50-ї Таманської дивізії.